# Ministerio Público Federal
El Ministerio Público Federal (MPF) es una institución pública brasileña, autónoma e independiente, responsable de la defensa de los intereses de la sociedad y el orden jurídico en el ámbito federal. El MPF actúa en la fiscalización de la aplicación de las leyes, en defensa de los derechos fundamentales, en la promoción de la justicia y en el combate a la corrupción, crimes federales, violaciones de derechos humanos y otros ilícitos.
El MPF es parte del Ministerio Público de la Unión y sus miembros, llamados "procuradores de la República", tienen la función de promover acciones penales públicas, proponer investigaciones y fiscalizar las actividades de los poderes públicos. Además, el MPF tiene el papel de proteger el patrimonio público, el medio ambiente, los derechos de las minorías y garantizar el cumplimiento de las leyes federales en Brasil.